# Improvisationstheater DRAMA light
DRAMA light ist eine deutsche Improvisationstheatergruppe aus Heidelberg und Mannheim, die im Jahr 1990 gegründet wurde. Sie zählt damit zu einer der ersten Gruppen dieser Art in Deutschland. Zusammen mit der Gruppe „Improtheater Emscherblut“ veranstalteten sie mehrere Theatersportveranstaltungen in Deutschland.

## Auftrittsorte
Die Gruppe hat Gastauftritte in ganz Deutschland und der Schweiz. Regelmäßige Hauptauftrittsorte sind:
- Alte Feuerwache (Mannheim),
- Karlstorbahnhof Heidelberg,
- Kulturfenster e. V. Heidelberg,
- Theaterhaus G7 Mannheim,
- Dschungel – Raum für Lebenskunst, Mannheim

## Internationaler Austausch
Seit einigen Jahren spielt DRAMA light mit internationalen Gruppen. Z. B. The Crumbs (Winnipeg/Kanada), Unexpected Produktions (Seattle/USA), Théâtre Inédit (Strasbourg/Frankreich), Goli oder (Ljubljana/Slowenien), E.I.T. (Zürich/Schweiz), Theater im Bahnhof Graz (Österreich).

## Theatersport Weltmeisterschaft 2006
2006 übernimmt DRAMA light für die Metropolregion Rhein Neckar die Ausrichtung der 1. Theatersport Weltmeisterschaft 2006, die im Rahmen des Kunst- und Kulturprogramms der Bundesregierung zur FIFA WM 2006™ in elf Städten und Regionen Deutschlands stattfand. In Mannheim, Heidelberg und Ludwigshafen werden vier Vorrundenspiele und ein Viertelfinalspiel ausgetragen. Auch in Kaiserslautern und Stuttgart findet je eine Vorrunden-Begegnung statt. DRAMA light begrüßt in der Rhein-Neckar-Region die Teams aus Belgien (die Weltmeister), Japan, Marokko, Frankreich, Slowenien, Österreich und USA. DRAMA light war auch bei der Eröffnungsveranstaltung in München und dem Endspiel in Berlin vertreten.

## Teilnahmen und Preise
- Teilnahme an allen bisherigen Deutschen Meisterschaften im Theatersport (1993 Dortmund, 1995 Hamburg, 1996 München, 2000 Nürnberg).
- 1997 Teilnahme am 2. Theatersportcup des Süddeutschen Rundfunks durch den Spieler Arnim Huber.
- 1998 / 2003 gewinnt DRAMA light die Interspontane in Kiel.
- 2000 Deutscher Theatersport Vizemeister.
- 2001/02 Einladung zum Internationalen Improtheaterfestival in Berlin
- 2005/06/08/09 Teilnahme am Heidelberger Theatermarathon.
- 2006 Teilnahme am 5. Internationalen Improvisationstheater Festival in Ljubljana (Slowenien)
- 2009 Freien Theater Tage SCHWINDELFREI im Rahmen der 15. Internationalen Schillertage Mannheim – zusammen mit Theater im Bahnhof Graz